# Футбол у Греції
Футбол є дуже популярним видом спорту в Греції.

## Історія грецького футболу

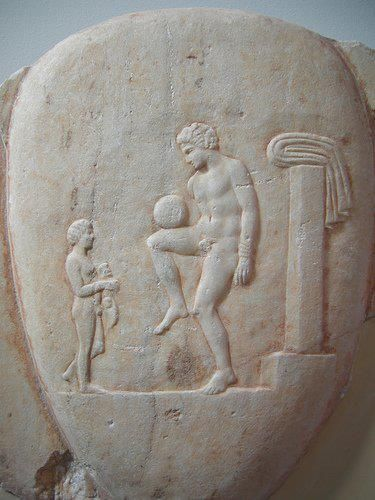
Давньогрецький гравець в епіскирос грає з м'ячем. Хображення на лекіфі

Близько 2000 років до нашої ери стародавні греки винайшли гру з киданням м'яча, яка мала назву «епіскирос», або «фаїнінда». Гра згадується грецьким драматургом Антифаном (388–311 до н. е.), а пізніше християнським богословом Климентом Александрійським (бл. 150–215 н. е.). Ці ігри, швидше за все, нагадували сучасне регбі.
У неї грали в основному чоловіки, але жінки, при бажанні, теж могли попрактикуватися. Незалежно від статі, греки зазвичай грали голими. Один з гранітних рельєфів Афінського Державного Музею Археології зображує грецького атлета, який утримує м'яч у себе на коліні, можливо, демонструючи цей прийом хлопчикові, що стоїть поруч.
Точно таке ж зображення в наші дні вигравірувано на кубку переможців Ліги Чемпіонів. М'яч, зображений на рельєфі, ймовірно, називався «фолліс» або «надутий м'яч». Спочатку м'ячі робилися з льону або вовни, обмотаних мотузкою і зшитих разом. Вони практично не відскакували. Пізні грецькі моделі, такі як «фолліс» робилися з надутого сечового міхура свині, щільно обгорненого шкірою (тієї ж свині або замшею). Інша техніка створення м'ячів передбачала подрібнення морських губок і обернення їх тканиною і мотузками. Грецьку гру «епіскирос» пізніше перейняли римляни, які змінили її і перейменували в «гарпастум».
У новий час футбол став відомий і популярний в Греції в основному за допомогою англійців. Перші грецькі команди були створені в Смирні (нині Ізмір) протягом 1890-х років. Після греко-турецької війни 1919–1922 команди «Паніоніос» та «Аполлон Смірніс» були переведені в Афіни.

## Чемпіонат
Першої чемпіонат з професійного футболу в Греції був офіційно заснований 1927 року під назвою Панеллінський чемпіонат. В 1959 році Панеллінський чемпіонат замінила Альфа Етнікі. На відміну від Панеллінського чемпіонату кількість команд у Альфа Етнікі збільшилась, тому і підвищився загальнонаціональний інтерес до турніру. За період 53-річного існування ліги Панеллінським чемпіонатом керували різні організації: з 1906 по 1913 — Еллінська асоціація атлетів-аматорів (SEGAS), попередник Еллінської федерації футболу (EPO), з 1922 по 1927 — Союз футбольних асоціацій Греції (EPSE), а з 1927 року лігу очолює EPO. До того Панеллінський чемпіонат вважався неофіційним змаганням. Перший офіційний чемпіон був оголошений в 1928 році.
Суперліга Греції є найвищим професійним футбольним дивізіоном в Греції, тому його переможець стає Чемпіоном Греції. Команда з найбільшою кількістю національних чемпіонств — «Олімпіакос»

## Кубок
В даний час проходить одне основне кубкове змагання в грецькому футболі — Кубок Греції, в якому змагаються команди із усіх футбольних ліг Греції, команди нижчих дивізіонів мають шанс перемогти сильні клуби, проте команди нижчих дивізіонів рідко потрапляють до фіналу. Крім того у сезоні 1989-90 проводився Кубок грецької ліги. Єдиним переможцем Кубка Ліги став АЕК, перемігши «Паніоніос» (3-3 і 4-2 по пенальті), «Аріс» (5-2), Левадіакос (0-0 і 1-0) і 2 червня 1990 року у фіналі в Афінах на Олімпійському стадіоні — Олімпіакос 3-2.
Крім того, між переможцем чемпіонату і володарем Кубка нерегулярно проводиться Суперкубок Греції. Перший розіграш турніру відбувся в 1970 році, але офіційним став лише 1987 року, проте щорічним так і не став.

## Міжнародний футбол

### Клубні турніри
Грецькі клуби грають в європейських турнірах під юрисдикцією УЄФА — Лізі Чемпіонів УЄФА  та Лізі Європи УЄФА. Олімпіакос став першою і єдиною грецькою командою, яка підняла трофей УЄФА, вигравши Лігу конференцій Європи в сезоні 2023–2024, перемігши у фіналі «Фіорентину». Крім того, того ж сезону молодіжна команда «Олімпіакоса» виграла Юнацьку лігу УЄФА, перемігши у фіналі «Мілан».

### Збірна

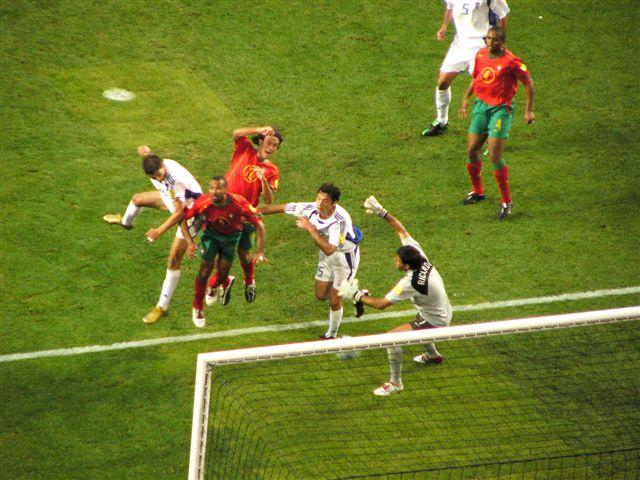
Ангелос Харістеас забиває переможний гол у фіналі Євро-2004 в ворота португальців

Перший матч збірної Греції відбувся 7 квітня 1929 року і завершився поразкою 1:4 від Італії. Греція вперше взяла участь у великому міжнародному турнірі в 1980 році, коли стала учасницею фінальної стадії чемпіонату Європи. Проте участь в Чемпіонаті Європи-1980 і дебют у фінальній стадії Чемпіонату світу-1994 не принесли успіхів команді. З 2001 року грецьку національну футбольну збірну тренував німець Отто Рехагель, що став рекордсменом за кількістю матчів, проведених біля керма команди (75), а також найстаршим тренером збірної на Чемпіонаті світу 2010 року.
Найбільшим успіхом збірної є перемога на Чемпіонаті Європи 2004 року, де греки виграли турнір, не пропустивши жодного м'яча впродовж 358 хвилин гри.